# Norroy (Vosges)
Norroy és un municipi francès, situat al departament dels Vosges i a la regió del Gran Est. L'any 2007 tenia 234 habitants.

## Demografia

### Població
El 2007 la població de fet de Norroy era de 234 persones. Hi havia 90 famílies, de les quals 16 eren unipersonals (4 homes vivint sols i 12 dones vivint soles), 27 parelles sense fills, 27 parelles amb fills i 20 famílies monoparentals amb fills.
La població ha evolucionat segons el següent gràfic:
Habitants censats

### Habitatges
El 2007 hi havia 119 habitatges, 95 eren l'habitatge principal de la família, 4 eren segones residències i 19 estaven desocupats. 112 eren cases i 2 eren apartaments. Dels 95 habitatges principals, 84 estaven ocupats pels seus propietaris, 8 estaven llogats i ocupats pels llogaters i 3 estaven cedits a títol gratuït; 6 tenien dues cambres, 15 en tenien tres, 27 en tenien quatre i 47 en tenien cinc o més. 78 habitatges disposaven pel capbaix d'una plaça de pàrquing. A 37 habitatges hi havia un automòbil i a 49 n'hi havia dos o més.

### Piràmide de població
La piràmide de població per edats i sexe el 2009 era:
| Homes | Edats   | Dones |
| ----- | ------- | ----- |
| 0     | 95 o +  | 0     |
| 0     | 90 a 94 | 0     |
| 0     | 85 a 89 | 0     |
| 4     | 80 a 84 | 4     |
| 4     | 75 a 79 | 12    |
| 4     | 70 a 74 | 0     |
| 8     | 65 a 69 | 8     |
| 12    | 60 a 64 | 4     |
| 8     | 55 a 59 | 4     |
| 4     | 50 a 54 | 8     |
| 20    | 45 a 49 | 28    |
| 16    | 40 a 44 | 12    |
| 8     | 35 a 39 | 8     |
| 0     | 30 a 34 | 12    |
| 0     | 25 a 29 | 4     |
| 16    | 20 a 24 | 0     |
| 20    | 15 a 19 | 12    |
| 8     | 10 a 14 | 12    |
| 12    | 5 a 9   | 8     |
| 0     | 0 a 4   | 4     |

## Economia
El 2007 la població en edat de treballar era de 161 persones, 103 eren actives i 58 eren inactives. De les 103 persones actives 97 estaven ocupades (51 homes i 46 dones) i 6 estaven aturades (4 homes i 2 dones). De les 58 persones inactives 30 estaven jubilades, 17 estaven estudiant i 11 estaven classificades com a «altres inactius».

### Ingressos
El 2009 a Norroy hi havia 98 unitats fiscals que integraven 243 persones, la mediana anual d'ingressos fiscals per persona era de 21.252 €.

### Activitats econòmiques
Dels 10 establiments que hi havia el 2007, 2 eren d'empreses de construcció, 2 d'empreses d'hostatgeria i restauració, 2 d'empreses financeres, 1 d'una empresa immobiliària i 3 d'empreses de serveis.
Dels 3 establiments de servei als particulars que hi havia el 2009, 1 era un electricista, 1 restaurant i 1 agència immobiliària.
L'any 2000 a Norroy hi havia 8 explotacions agrícoles.

## Poblacions més properes
El següent diagrama mostra les poblacions més properes.